# Incasarcus
Genre
Incasarcus est un genre d'opilions laniatores de la famille des Metasarcidae.

## Distribution
Les espèces de ce genre sont endémiques de la région de Cuzco au Pérou.

## Liste des espèces
Selon World Catalogue of Opiliones (30/09/2021) :
- Incasarcus argenteus Kury & Maury, 1998
- Incasarcus dianae Kury & Maury, 1998
- Incasarcus ochoai Kury & Maury, 1998
- Incasarcus pictus Kury & Maury, 1998
- Incasarcus viracocha Kury & Maury, 1998

## Publication originale
- Kury & Maury, 1998 : « A new genus and five new species of Metasarcinae from Peru (Arachnida, Opiliones, Gonyleptidae). » Zoological Journal of the Linnean Society, vol. 123, p. 143–162.